# Spodnja Sorica
Spodnja Sorica je razloženo središčno naselje v Občini Železniki. Leži na skrajnem severozahodu Škofjeloškega hribovja, na ledeniških nasipih na slemenu med povirjem reke Selške Sore na zahodu in Nidrarsko grapo na vzhodu. K naselju spada zaselek Holcem.
Na ukaz freisinškega škofa so območje Spodnje in Zgornje Sorice ob koncu 13. stol. začeli poseljevati Nemci iz Pustriške doline na Tirolskem, natančneje iz okolice mesta Innichen (danes del Južne Tirolske v Italiji). Prebivalci Sorice so vse do prve svetovne vojne ohranili stike z nekdanjo domovino in pošiljali delegacijo v Innichen. V Sorici se je razvil lasten nemški dialekt - soriško narečje oz. »dajnarska špraha«, ki je zaradi zgodnje izolacije vseboval veliko izrazov iz stare nemščine. Leta 1945 je bilo 92 domačinov iz Sorice izgnanih in njihovo premoženje zaplenjeno kot del izgona pripadnikov nemške narodne manjšine v Sloveniji. Po vojni se je nemški dialekt po 700 letih zlil s slovenščino in danes obstaja le še v določenih izrazih in besedah.
V Spodnji Sorici se je rodil slikar Ivan Grohar.
Povezovanje z nekdanjo domovino prebivalcev Sorice, Innichenom, se je v sodobnem času zopet obudilo.